# 무안초등학교 운정분교
무안초등학교 운정분교는 경상남도 밀양시 무안면 운정리 149-4에 있었던 분교이다.

## 연혁
- 1946.09.01 운정공립국민학교 개교
- 1983.03.10 병설유치원 개원
- 1991.08.24 컴퓨터실 설치
- 1994.02.19 제43회 졸업식(누계 2511명)
- 1994.03.01 무안국민학교 운정분교장
- 1996.03.01 무안초등학교 운정분교장
- 1998.03.01 무안초등학교로 통폐합